# Megaduca

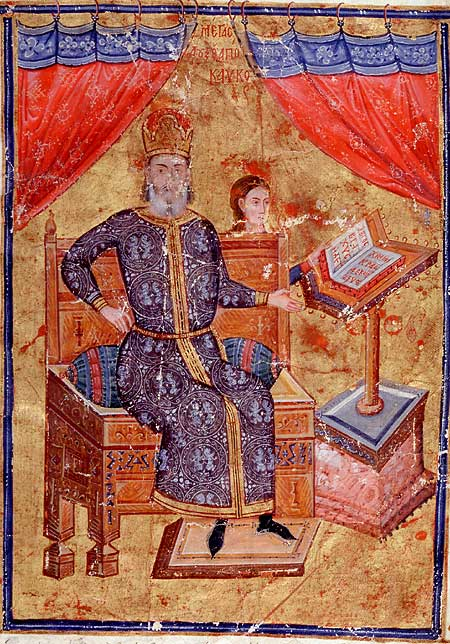
Il megas doux Alessio Apocauco (1341-1345), nel suo ufficio.

Il megaduca (in greco μέγας δουξ?, megas doux, "gran comandante") era una figura dell'Impero bizantino che occupava una delle più alte posizioni nella gerarchia militare.

## Funzione
La figura del megaduca, ammiraglio della flotta, venne inserita nei quadri burocratici bizantini dal basileus Alessio I Comneno durante la renovatio imperii della dinastia comnena.
Lungi dal qualificarsi quale semplice titolo militare, il megaduca divenne, durante il regno dei Paleologi, una figura di primo piano nell'entourage dell'imperatore bizantino, svolgendo incarichi simili a quelli di un primo ministro, cioè vigilando sull'operato della macchina burocratica imperiale. Il megaduca accorpò quindi su di sé il ruolo che era stato precedentemente del mega Logoteta.

## Storia
Il basileus Alessio I Comneno, bisognoso di una flotta in grado di opporsi ai normanni del Regno di Sicilia, creò formalmente la carica di megadux e la affidò al cognato Giovanni Ducas. Alcune fonti lasciano però supporre che il titolo di megadux esistesse già: comandanti della flotta (in greco δούξ τοῦ στόλου?) sarebbero già stati Manuele Botaniate e Costantino Dalasseno.
Come megaduca, Giovanni Duca comandò operazioni militari sia di mare che di terra, controllando inoltre in prima persona i territori bizantini in Grecia ed a Creta. Anche i successivi magaduca dei Comneni, spesso appartenenti alla famiglia dei Contostefani, dato il grande sforzo militare della dinastia, ebbero notevoli poteri e libertà d'azione.
L'ultimo megaduca fu Luca Notara dal 1444 al 29 maggio 1453, giorno in cui Costantinopoli cadde nelle mani dei turchi ottomani.

## Lista
| Megadux                 | Nome |
| ----------------------- | --- |
| Giovanni Duca           | 1092-(...) |
| Landolfo                | 1099-1105 |
| Isacco Contostefano     | 1105-1108 |
| Mariano Maurocatacalone | 1108-(...) |
| Eumazio Filocale        | ca. 1112-1118 |
| Costantino Opo          | (...) |
| Leo Nicherite           | (...) |
| Niceforo Vatatze        | (...); ultimo megaduca al comando di Alessio I Comneno |
| Stefano Contostefano    | ca. 1145-1149; primo megaduca al comando di Manuele I Comneno |
| Alessio Comneno         | ca. 1155-1161; figlio di Anna Comnena e di Niceforo Briennio |
| Andronico Contostefano  | ca. 1161-1182; nipote del basileus Manuele Comneno, viene ricordato come il suo più valente generale; venne accecato per ordine del basileus Andronico I Comneno |
| Giovanni Comneno        | (...); primo cugino del basileus Manuele Comneno, cadde nella Battaglia di Miriocefalo; era figlio del basileus Andronico Comneno |
| Costantino Angelo       | (...); cugino del basileus Isacco II Angelo, divenne poi governatore di Filippopoli e tentò di conquistare per sé il trono di Costantinopoli |
| Michele Stripno         | (1195-1202); favorito del basileus Alessio III Angelo, approfittò della carica di megadux per incamerare fondi destinati al riassetto della flotta bizantina |
| Teodato Foca            | ca. 1210; zio del basileus Teodoro I Lascaris, sovrano dell'Impero di Nicea |
| Michele Paleologo       | 1258; Michele Paleologo prese per sé la carica di megaduca poco dopo aver orchestrato l'omicidio di Giorgio Muzalon, reggente per il giovane basileus Giovanni IV Lascaris |
| Michele Lascaris        | 1259-1272; fratello del basileus Teodoro Lascris, venne nominato megaduca da Michele Paleologo, intento a consolidare la propria presa sul trono bizantino; data l'età avanzata, non prese mai parte attiva alle operazioni della flotta bizantina, lasciando il comando effettivo al generale Alessio Filantropeno |
| Alessio Filantropeno    | 1272-1275; già prōtostratōr, aveva il comando effettivo della flotta bizantina già nel 1263 |
| Licario                 | ca. 1275 ; condottiero italiano già collaboratore del Filantropeno, gli subentrò nella carica di megadux |
| Ruggero da Fiore        | 1303-1304; condottiero mercenario italiano a capo della Compagnia catalana, servì Andronico II Paleologo salvo poi essere assassinato per ordine del co-imperatore Michele IX Paleologo |
| Berenguer de Entença    | 1304-1305; già vice di Ruggero da Fiore, venne da lui suggerito al basileus Andronico II quale nuovo megadux quando Ruggero ottenne per sé il titolo di cesare; una volta assassinato Ruggero, avviò una propria guerra personale contro Andronico e l'impero bizantino                                             |
| Fernando Imenes         | ca. 1307-(...); altro generale di Ruggero da Fiore |
| Sirgianni Paleologo     | 1321-1322; già partigiano di Andronico III Paleologo, lo tradì per passare al soldo del padre di lui, il basileus Andronico II, che tentò poi di tradire venendone imprigionato |
| Isacco Asane            | (...)-1341; primo megaduca del basileus Andronico III Paleologo |
| Alessio Apocauco        | 1341-1345; già partigiano di Giovanni VI Cantacuzeno, lo tradì per passare al soldo del basileus Giovanni V Paleologo |
| Asomato Zamplaco        | 1348-1349; guidò la flotta del basileus nella Guerra bizantino-genovese del 1348-1349 |
| Momana                  | inizio XV sec. ; |
| Manuele (megadux)       | (...)-1410; |
| Paraspondelo            | ca. 1437; suocero del despota Demetrio Paleologo |
| Luca Notara             | ca. 1451-1453; ultimo megaduca, venne giustiziato dagli ottomani dopo la caduta di Costantinopoli |

### Fonti
- Anna Comnena, Alessiade, ed. B. Leib, Parigi, 1937 (libri I-III)-1976 (libro IV).
- Ducas, Historia turco-bizantina 1341-1462, ed. Michele Puglia, Rimini, 2008, ISBN 88-8474-164-5.
- Georgii Sphrantzae Chronicon, ed. R. Maisano, Roma, 1990.
- Giorgio Sfranze, Paleologo, grandezza e caduta di Bisanzio, Palermo, 2008, ISBN 88-389-2226-8.
- Laonici Chalcocandylae historiarum demonstrationes, libri I-II, ed. E. Darkó, Budapest, 1922 e 1927.

### Studi
- John Julius Norwich, Bisanzio, Milano, Mondadori, 2000, ISBN 88-04-48185-4.
- John W. Birkenmeier, The Development of the Komnenian Army: 1081–1180, 2002, Brill, ISBN 90-04-11710-5.
- John F. Haldon, Warfare, state and society in the Byzantine world, 565–1204, Routledge, 1999, ISBN 1-85728-494-1.
- Basile Skoulatos, Les personnages byzantins de I'Alexiade: Analyse prosopographique et synthese, 1980, Nauwelaerts, Louvain.
- Michael Angold, The Byzantine Empire, 1025–1204: A Political History (Second Edition), 1997, Longman, ISBN 0-582-29468-1.
- Mark C. Bartusis, The Late Byzantine Army: Arms and Society 1204-1453, 1997, University of Pennsylvania Press, ISBN 0-8122-1620-2.
- Rodolphe Guilland, Recherches sur les institutions byzantines, Tome I, 1967, Berlino, Akademie-Verlag.
- John F. Haldon, Warfare, state and society in the Byzantine world, 565-1204, Routledge, 1999, ISBN 1-85728-494-1.
- Alexander Kazhdan, Oxford Dictionary of Byzantium, Oxford University Press, 1991, ISBN 978-0-19-504652-6.
- Donald MacGillivray Nicol, The Last Centuries of Byzantium, 1261–1453, 1993, Cambridge University Press, ISBN 978-0-521-43991-6.
- Paul Magdalino, The Empire of Manuel I Komnenos, 1143–1180, 2002, Cambridge University Press, ISBN 0-521-52653-1.
- Demetrios I. Polemis, The Doukai: A Contribution to Byzantine Prosopography, Londra, The Athlone Press, 1968.